# Rome (Jefferson)
Rome es un lugar designado por el censo ubicado en el condado de Jefferson en el estado estadounidense de Wisconsin. En el Censo de 2010 tenía una población de 689 habitantes y una densidad poblacional de 67,43 personas por km².

## Geografía
Rome se encuentra ubicado en las coordenadas 42°59′7″N 88°38′59″O / 42.98528, -88.64972. Según la Oficina del Censo de los Estados Unidos, Rome tiene una superficie total de 10.22 km², de la cual 9.6 km² corresponden a tierra firme y (6.01%) 0.61 km² es agua.

## Demografía
Según el censo de 2010, había 689 personas residiendo en Rome. La densidad de población era de 67,43 hab./km². De los 689 habitantes, Rome estaba compuesto por el 97.68% blancos, el 0.15% eran afroamericanos, el 0.15% eran amerindios, el 0.29% eran asiáticos, el 0% eran isleños del Pacífico, el 0% eran de otras razas y el 1.74% pertenecían a dos o más razas. Del total de la población el 2.76% eran hispanos o latinos de cualquier raza.